# Арменфильм
Киностудия «Арменфильм» имени Амо Бекназаряна (арм. Համո Բեկնազարյանի անվան «Հայֆիլմ» կինոստուդիա) — советская и армянская киностудия художественных и анимационных фильмов. Находится в Ереване.

## История киностудии
- 1923 — в системе Главполитпросвета Наркомата просвещения Армении была создана организация «Госкино», в том же году создано общество «Госфотокино»
- 1928 — переименовано в киностудию «Арменкино»
- 1938 — переименовано в «Ереванскую киностудию»
- 1957 — переименовано в «Арменфильм»
- 1959 — сектор кинохроники и телефильмов выделен в самостоятельную Ереванскую студию документальных фильмов
- 1966 — присвоено имя Амо Бек-Назаряна
- 2005 — кинокомпания была продана компании «Armenia Studios» (являющейся частью холдинга «CS MEDIA CITY», который в свою очередь принадлежит нескольким представителям армянской диаспоры в США — Джерарду Гафесчяну и семье Саркисян. Новый владелец взял на себя обязательства в течение 10 лет вложить в студию 66 миллионов долларов.
- 2015 — правительство Армении решило, что новое руководство не выполнило условия продажи, и предприняло шаги по возврату активов студии.[1]

## Игровые фильмы

### 1925—1930
- 1925
  - «Намус» (Честь)
- 1926
  - «Шор и Шоршор»
  - «Зарэ»
- 1927
  - «Злой дух»
  - «Раба»
  - «Хас-пуш»
- 1928
  - «Гашим»
  - «Дом на вулкане»
  - «Замаллу» («Шагалинский мост»)
  - «Шестнадцатый»
  - «Пять в яблочко»
- 1929
  - «Вор» («Похититель изобретения»)
- 1930
  - «Ануш»
  - «Внимание!»
  - «Первые лучи» («Ай да ребята»)
  - «Под чёрным крылом» («Сигнал у водопада»)

### 1931—1940
- 1931
  - «Кикос»
  - «Мексиканские дипломаты»
- 1932
  - «Две ночи»
  - «Курды-езиды»
  - «Лодырь»
  - «События городе в Сен-Луи» («Забастовка»)
- 1933
  - «Арут» («Двадцать дней») («Три процента»)
  - «Дитя солнца» («Поэма о хлопке»)
  - «Свет и тени» («На фронте»)
- 1934
  - «Гикор»
- 1935
  - «Пэпо» — первый армянский звуковой фильм
- 1937
  - «Каро»
  - «Зангезур»
- 1939
  - «Горный марш»
  - «Горный поток» («Нерушимая дружба»)
  - «Севанские рыбаки»
  - «Люди нашего колхоза» («На карте пункт не обозначен»)

### 1941—1950
- 1941
  - «Армянский киноконцерт»
  - «Кровь за кровь»
  - «Огонь в лесу»
  - «Семья патриотов»
  - «Урок советского языка»
- 1943
  - «Давид-Бек»
  - «Жена гвардейца»
- 1944
  - «Скала»
  - «Однажды ночью» («Невеста»)
- 1946
  - «Второй армянский киноконцерт»
- 1947
  - «Анаит»
- 1949
  - «Девушка Араратской долины»
- 1950
  - «Второй караван»

### 1951—1960
- 1954
  - «Мелочь» (к/м)
  - «Смотрины» (к/м)
  - «Тайна горного озера»
- 1955
  - «Призраки покидают вершины»
  - «В поисках адресата»
  - «Новоселье»
- 1956
  - «Тропою грома»
  - «Из-за чести»
  - «Пленники Барсова ущелья»
  - «Когда рядом друзья»
- 1957
  - «Лично известен»
  - «Сердце поёт»
  - «Кому улыбается жизнь»
- 1958
  - «Песня первой любви»
  - «Почему шумит река»
  - «Сердце матери»
  - «О моём друге»
- 1959
  - «01-99» (к/м)
  - «Её фантазия»
  - «Саят-Нова»
- 1960
  - «Голоса нашего квартала»
  - «К вершинам»
  - «Парни музкоманды»
  - «Рожденные жить»
  - «Северная радуга»
  - «Обвал»

### 1961—1970
- 1961
  - «Воды поднимаются»
  - «Двенадцать спутников»
  - «Дорога»
  - «Перед рассветом»
- 1962
  - «Кольца славы»
- 1963
  - «Путь на арену» — первый цветной игровой фильм
  - «Четверо в одной шкуре»
- 1964
  - «Мсье Жак и другие» (киноальманах)
- 1965
  - «Здравствуй, это я!»
  - «Чрезвычайное поручение»
  - «Голоса нашего времени»
- 1967
  - «Треугольник»
  - «Охотник из Лалвара»
- 1968
  - «Цвет граната» («Саят-Нова»)
  - «Братья Сарояны»
  - «Жил человек»
  - «Встреча на выставке»
- 1969
  - «Мы и наши горы»
  - «Каринэ»
  - «Мосты через забвение»
  - «Взрыв после полуночи»
- 1970
  - «Выстрел на границе»
  - «2-Леонид-2»
  - «Отзвуки прошлого»
  - «Родник Эгнар»

### 1971—1980
- 1971
  - «Хатабала»
  - «Хижины надежды»
  - «Хлеб»
- 1972
  - «Айрик» (ПАПА)
  - «Армянские фрески»
  - «Возвращение»
  - «Мужчины»
  - «Памятник»
  - «Хроника ереванских дней»
- 1973
  - «Аршак»
  - «За час до рассвета»
  - «Печальное происшествие с хорошим концом»
  - «Последний подвиг Камо»
  - «Приключения Мгера в отпуске»
  - «Терпкий виноград» («Давильня»)
  - «Утёс»
  - «Хаос»
- 1974
  - «Жёлтый тондыр»
  - «Здесь, на этом перекрёстке»
  - «Односельчане»
  - «Твёрдая порода»
  - «Ущелье покинутых сказок»
  - «Человек из Олимпа»
- 1975
  - «Невеста с севера»
  - «В горах моё сердце»
  - «Вдохновение» («Концерт для деда Воскана»)
  - «Вода наша насущная» («Белые берега»)
  - «Место под солнцем»
  - «Рыжий самолёт»
  - «Снова пришло лето» («Лебедь»)
  - «Этот зелёный, красный мир»
- 1976
  - «Багдасар разводится с женой»
  - «И тогда ты вернёшься…»
  - «Оркестр прошёл по улице»
  - «Рождение»
- 1977
  - «Каменная долина»
  - «Наапет»
  - «Осеннее солнце»
  - «Поклонись наступившему дню»
  - «Председатель ревкома»
  - «Приехали на конкурс повара»
  - «Солдат и слон»
- 1978
  - «Август»
  - «Аревик»
  - «Дерево Сероба»
  - «Ещё пять дней»
  - «Звезда надежды»
  - «Звёздное лето»
  - «Конец игры»
  - «Нейтральная ситуация»
  - «Снег в трауре»
  - «Ссыльный 011»
- 1979
  - «Голубой лев»
  - «Добрая половина жизни»
  - «Живите долго»
  - «Легенда о скоморохе»
  - «Мир в зеркальце» (к/м)
  - «О, Геворк!»
  - «Умри на коне»
  - «Эй, кто-нибудь»
- 1980
  - «Автомобиль на крыше»
  - «Восьмой день творения»
  - «Крупный выигрыш»
  - «Немой свидетель»
  - «Отель „Бабушка“»
  - «Полёт начинается с земли»
  - «Пощёчина» («Кусок неба»)
  - «Там, за семью горами»

### 1981—1990
- 1981
  - «Восточный дантист»
  - «Командировка в санаторий»
  - «Лирический марш»
  - «Подснежники и эдельвейсы»
  - «Прощание за чертой»
- 1982
  - «Гикор»
  - «Как это случилось?»
  - «Капля мёда»
  - «Кориолан»
  - «Крик павлина»
  - «Механика счастья»
  - «Песнь прошедших дней»
  - «Самая тёплая страна»
  - «Схватка»
- 1983
  - «Ануш»
  - «Зажжённый фонарь»
  - «Кочари»
  - «Мама Ануш»
  - «Пожар»
  - «Хозяин»
  - «Цена возврата»
  - «Частный случай»
- 1984
  - «Белые грёзы»
  - «Всадник, которого ждут»
  - «Земля и золото»
  - «Мы ещё встретимся»
  - «Тропинка в небо»
  - «Капля мёда»
- 1985
  - «Алмаст»
  - «Апрель»
  - «Доброе утро»
  - «Как кот ремеслу учился»
  - «Капитан Аракел»
  - «Куда идёшь, солдат?»
  - «Последнее воскресенье»
  - «Танго нашего детства»
  - «Яблоневый сад»
- 1986
  - «День бумажного змея»
  - «Каникулы у моря»
  - «Одинокая орешина»
  - «Три золотых правила»
  - «Чужие игры»
- 1987
  - «Аптека на перекрёстке»
  - «Дорога к Давиду Сасунскому»
  - «Квартет»
  - «На дне»
  - «Несчастный случай»
  - «Пять писем прощания»
  - «Тринадцатый апостол»
- 1988
  - «Аршак II»
  - «Белая кость»
  - «Коле»
  - «Самая холодная зима с 1854 года»
  - «Тайный советник»
  - «Удару навстречу»
- 1989
  - «Белая ночь для слепого гонца»
  - «Боже, за что?» («Ход чёрных»)
  - «Ветер забвения»
  - «Дыхание»
  - «И повторится всё…»
  - «Лицом к стене» при участии Госкино СССР
  - «Обычное дежурство»
  - «Там, где небо лежит на земле»
  - «Тропинка в небо»
  - «Вор»
- 1990
  - «Кровь»
  - «Счастье»
  - «Тоска»

### 1991—2000
- 1991
  - «Возвращение на обетованную землю»
  - «Глас вопиющий…»
  - «Загнанные»
  - «Проклятые»
  - «Три мореходца в жаркой пустыне»
  - «Утерянный рай»
- 1992
  - «Где ты был, человек божий?»
  - «Товарищ Панджуни»
- 1993
  - «Бюст»
  - «Катастрофа»
  - «Ной»
  - «Финиш»
  - «Хорсия»
- 1994
  - «Инспектор»
  - «Мираж»
  - «Последняя станция» совместно с «PAREV PRODUCTION» (Франция)
  - «Сестричка из Лос-Анджелеса» при участии «BFC Inc.», США
- 1995
  - «Весы»
  - «Лабиринт» совместно с «BOOMERANG PRODUCTION» (Франция)
и при участии: K. F. a. s. STUDIO 1 (Чехия), «SIRENA FILM» (Чехия)
- 1996
  - «Господи, помилуй»
- 1997
  - «Пробоина» («Чёрная стена»)
- 1998
  - «Надежды смерти»
- 1999
  - «Иди с миром»
  - «Листопад над Антаресом»
  - «Силуэт» («Грёзы»)
- 2000
  - «Герострат»
  - «Пьерлекино или Легче воздуха»
  - «Сумасшедший ангел»

### 2001—2010
- 2001
  - «Весёлый автобус»
  - «Обыкновенный инстинкт»
  - «Симфония молчания»
  - «Выбор»
- 2002
  - «На пороге»
- 2003
  - «Документалист»
- 2005
  - «Мариам»
  - «Тропинка»
- 2006
  - «Неписаный закон»
- 2007
  - «Жрица»

## Документальные фильмы
- Акоп Овнатанян (1967)
- Дорога на Зангезур (1984)
- На горной автотрассе (1985)
- Нестреляные патроны (2008)

## Короткометражные фильмы
- Шор и Шоршор (1926)
- Пять в яблочко (1928)
- Колхозная весна (1929)
- Кто виноват (1929)
- Ким — дежурный (1930)
- Всегда готов (1930)
- Кикос (1931)
- Поверженные вишапы (1932)
- Когда цветут сады (1934)
- Шесть залпов (1937)
- Храбрый Назар (1940)
- Дочка (1942)
- Мелочь (1954)
- Смотрины (1955)
- Золотой бычок (1955)
- 01-99 (1959)
- Тжвжик (Печёнка) (1961)
- Хозяин и слуга (1963)
- Из времен голода (1967)
- Царь Чах-Чах (1969)
- Шелковица (1978)
- Посещение (1979)
- Дом матери (1980)
- Звезды нашего двора (1980)
- Маленькая история любви (1981)
- Скромный человек (1981)
- Происшествие в июле (1982)
- Парикмахер (1983)
- Полустанок (1983)
- Авлос (1992)
- P.S. (1993)
- Вор (1995)
- Чёрное и белое (1996)
- Милиционер

## Мультфильмы
- «Пёс и кот» (1938)
- «Поп и коза» (1939)
- «Волшебный ковёр» (1948)
- «Про Чика-хвастунишку» (Сборник мультфильмов) Совместное производство: Киностудия «Союзмультфильм», Ереванская киностудия, Тбилисская киностудия (1948—1951)
- «Капля мёда» (1968)
- «Тигры полосатые» (1969)
- «Скрипка в джунглях» (1969)
- «Парвана» (1970)
- «Невеста Солнца» (1971)
- «Мышонок Пуй—Пуй» (1971)
- «Лилит» (1972)
- «Лур-да-лур» (1972)
- «Пингвин Вин» (1972)
- «Непобедимый» (1973)
- «Волшебный лаваш» (1973)
- «Неправильное выражение» (1973)
- «Спорт, спорт, спорт» (1974)
- «Шлепанцы Абу-Гасана» (1974)
- «Как медвежата китов кормили» (1974)
- «Лодырь» (1975)
- «Лентяй» (1975)
- «Пёс и кот» (1975)
- «Лисья книга» (1975)
- «Найденный сон» (1976)
- «Лис, который ничего не умел» (1976)
- «Охотники» (1977)
- «Охота на зайца» (1977)
- «Жил-был ёжик» (1977)
- «Счастливый конец» (1978)
- «Но, мы ведь с тобой друзья?» (1978)
- «Сборка мышей» (1978)
- «Кикос» (1979)
- «Первый» (1979)
- «Волшебная радуга» (1979)
- «Храбрый Назар» (1980)
- «Три совета от старца» (1980)
- «Панос-неудачник» (1980)
- «Тысяча и одна уловка» (1981)
- «Три синих-синих озера малинового цвета» (1981)
- «Несломанный» (1981)
- «Венец природы» (1982)
- «Кто расскажет небылицу?» (1982)
- «Сказка о зеркале» (1982)
- «Изобретательный лягушонок» (1982)
- «Ух ты, говорящая рыба!» (1983)
- «Маленький земледелец» (1983)
- «Флюгер» (1983)
- «Три сказки» (1983)
- «Самый удобный, самый красивый домик» (1983)
- «В синем море, в белой пене…» (1984)
- «Деревянная посуда» (1984)
- «Находчивый крестьянин» (1984)
- «Золотая подкова» (1984)
- «Чоко» (1984)
- «Планета 888» (1985)
- «Ишь ты, масленица!» (1985)
- «Кто твой друг?» (1985)
- «Даровый ослик» (1985)
- «Кто покрасил Красное море» (1985)
- «Смерть мышонка» (1986)
- «Кувшин с золотом» (1986)
- «Эхо» (1986)
- «Урок» (1987)
- «…И каждый вечер!» (1987)
- «Гранатовые деревья» (1987)
- «Обыкновенное опасное приключение» (1987)
- «Крыса» (1988)
- «Ветер» (1988)
- «Светильник» (1988)
- «Пинг-понг» (1988)
- «Кнопка» (1989)
- «Коридор» (1990)
- «Тебе, Армения!» (1990)
- «На крыльях ветра» (1990)
- «Партия» (1990)
- «Всё хорошо» (1991)
- «Духи старой водяной мельницы» (1993)
- «Армянский алфавит» (1993)
- «Это „ничего“ — я» (1994)
- «Топор» (1994)
- «Невежда» (1995)
- «Ковчег» (1997)
- «Виктория» (1997)
- «Признаки разумной жизни» (2002)
- «Игра» (2003)
- «Предсказание» (2003)
- «Три колокольчика» (2004)
- «Таверна» (2004)
- «Ананас-бананас» (2004)
- «Дорога домой: Тигранакерт» (2005)
- «Каприз» (2005) совместно с киностудией «Укранимафильм»
- «Дорога домой: Багеш» (2006)
- «Дорога домой: Муш» (2007)
- «Четыре песни» (2007)
- «Дорога домой: Ахтамар» (2008)
- «Балет» (2012)